# North Country Maid
North Country Maid è un album in studio della cantante britannica Marianne Faithfull, pubblicato nel 1966 solo nel Regno Unito.

## Tracce
1. Green Are Your Eyes (Bert Jansch)
2. Scarborough Fair (Tradizionale; arrangiato da Jon Mark)
3. Cockleshells (Arrangiato da Mick Taylor)
4. The Last Thing on My Mind (Tom Paxton)
5. The First Time Ever I Saw Your Face (Ewan MacColl)
6. Sally Free and Easy (Cyril Tawney; arrangiato da Jon Mark)
7. Sunny Goodge Street (Donovan)
8. How Should I Your True Love Know (Tradizionale; arrangiato da Jon Mark)
9. She Moved Thru' The Fair (Tradizionale; Herbert Hughes, Padraic Colum)
10. North Country Maid (Tradizionale; arrangiato da Jon Mark)
11. Lullaby (Jon Mark)
12. Wild Mountain Thyme (Francis McPeake; arrangiato da Jon Mark)